# Résine de pin

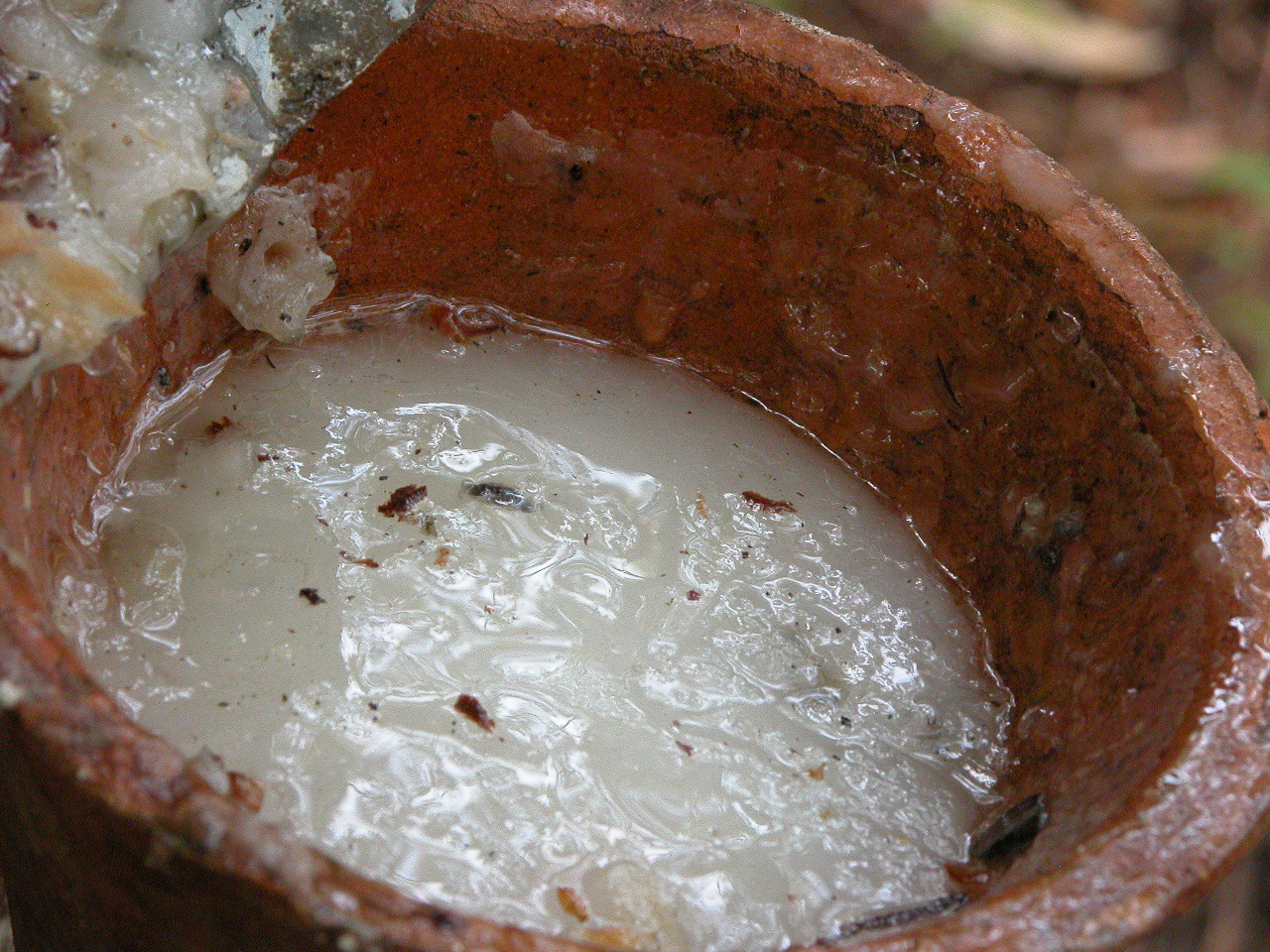
Pot de résine

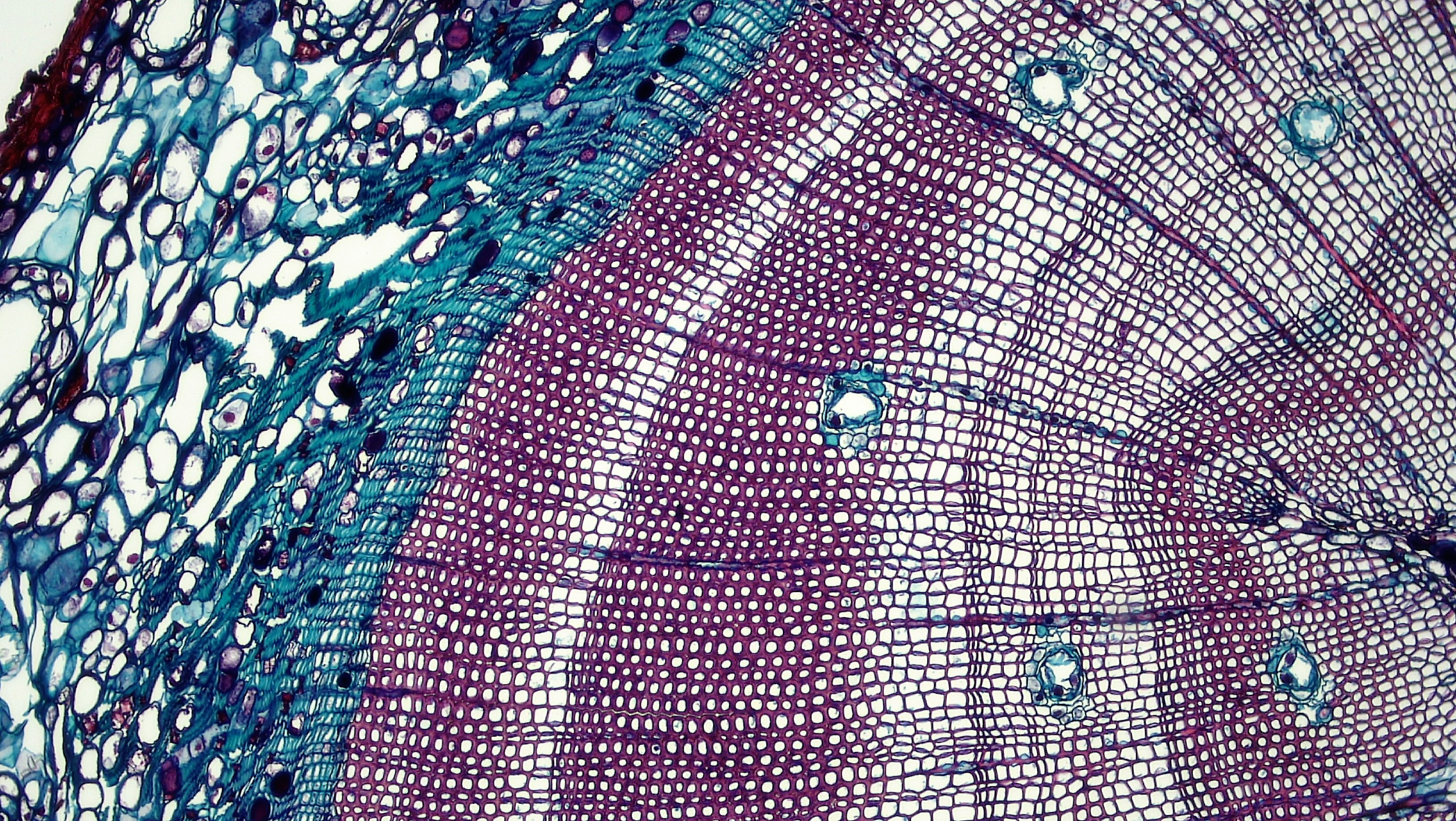
Phloème et xylème secondaires d'un gymnosperme de cinq ans du genre Pinus. Le cortex est divisé en un hypoderme externe mince de cellules de sclérenchyme lignifié et en un cortex interne plus épais de cellules de parenchyme à paroi mince contenant des chloroplastes. Les grands canaux résinifères sont entourés de parenchyme sécrétoire qui produisent résines et terpènes. Certaines cellules se développent en thylles sombres.

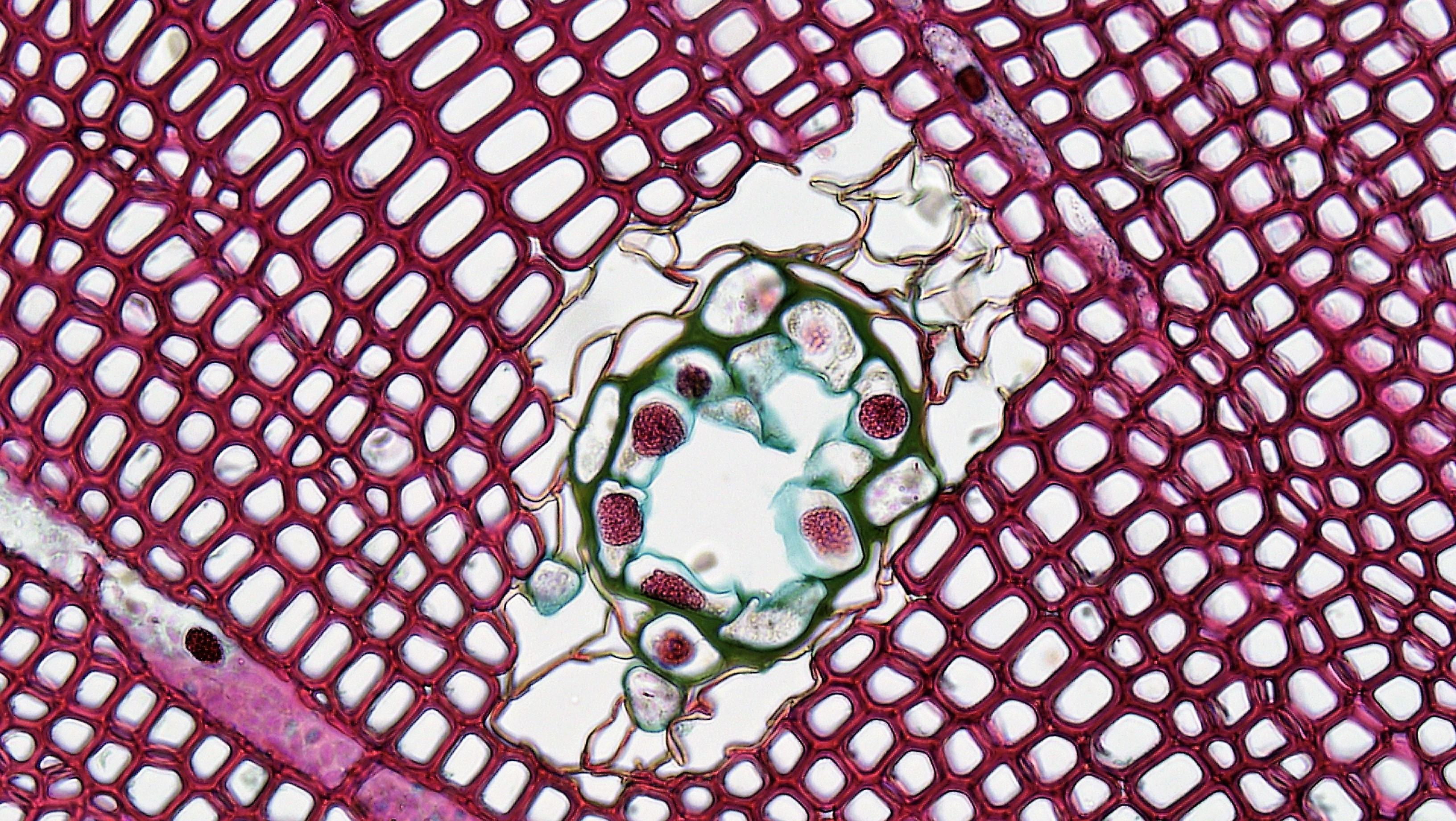
Canal résinifère d'un pin de trois ans. En raison de la plus grande production de xylème, le cylindre vasculaire est dominé par des rayons de xylème secondaire disposés radialement entrecoupés de rayons médullaires de cellules du parenchyme. Des canaux résinifères visibles se trouvent dans le cortex, le xylème primaire et secondaire, mais rarement dans la moelle.

La résine de pin est l'oléorésine des conifères du genre Pinus.
Cette résine a été exploitée au moins depuis l'Antiquité, notamment pour la fabrication de la poix. La résine exsude naturellement de l'arbre lorsqu'il est blessé. Les acides résiniques contenus dans la partie solide de la résine et les terpènes contenus dans la partie volatile de la résine contribuent tous deux à préserver l'arbre des agents pathogènes. Distillée, la résine produit colophane et essence de térébenthine. Par carbonisation du bois gras des pins, on obtenait par ailleurs du goudron de pin.
Les pins se retrouvent partout dans le monde : sur la continuité boisée de la forêt boréale, plus au sud sur la côte est des États-Unis le Pin des marais, en Californie le Pinus radiata, dans les Alpes et autour de la Méditerranée, dans le sud de la France et en Espagne le pin maritime, etc., ce qui fait que les opérations d'extraction de la résine ont été réalisées partout dans le monde, et la surexploitation des pins pour la résine notamment a contribué à la raréfaction voire la quasi-extinction de certaines variétés de pins.
Les produits de la résine du pin ont été et sont toujours à la base de différentes préparations médicinales.

## Composition
La résine est véhiculée dans les canaux résinifères des arbres. Les canaux sont entourés de parenchyme sécrétoire qui produit des résines de nombreux terpènes toxiques. Ce matériau antiseptique se solidifie lorsqu'il est exposé à l'air, agissant pour sceller les plaies, pour protéger la plante des attaques des agents pathogènes dont champignons, insectes et bactéries et pour décourager les herbivores. Certaines cellules sécrétoires se développent en thylloides sombres qui bloquent les poussières de résine.
Chimiquement, les résines végétales contiennent des composés phénoliques et d'hydrocarbures terpéniques (acides résiniques et monoterpènes). Les terpènes sont lipophiles.
Les opérations de distillation de la térébenthine permettent en gros de séparer:
- les acides résiniques qui forment la colophane;
- les monoterpènes qui forment l'essence de térébenthine; les caractères physiques et chimiques de l'essence de Pinus palustris par exemple sont essentiellement celle d'alpha-Pinène son principal composant[2].

Ces produits sont dans la production de goudron de pin plus ou moins altérés par le feu.
Les polyphénols sont connus pour leur rôle antioxydant, antitumoral, cardioprotecteur, antimicrobien, etc., nombre d’entre eux ont un goût désagréable, ce qui leur confère un pouvoir répulsif.
La résine confère de la souplesse au bois. C'était du moins une qualité recherchée pour les bois de mâture. La préférence allait aux bois gras venant de Scandinavie ou de Russie, appelés « mâts du nord ». Réputés inaltérables, certains bois, tels Pin noir d'Autriche, chargés de résine, était employés pour la fabrication de tuyaux de fontainerie.
Les souches laissées dans le sol se transforment au bout de quelques années en bois gras, et elles forment un produit important, toujours exploité de nos jours pour la fabrication de l'essence de térébenthine.

### Inflammabilité

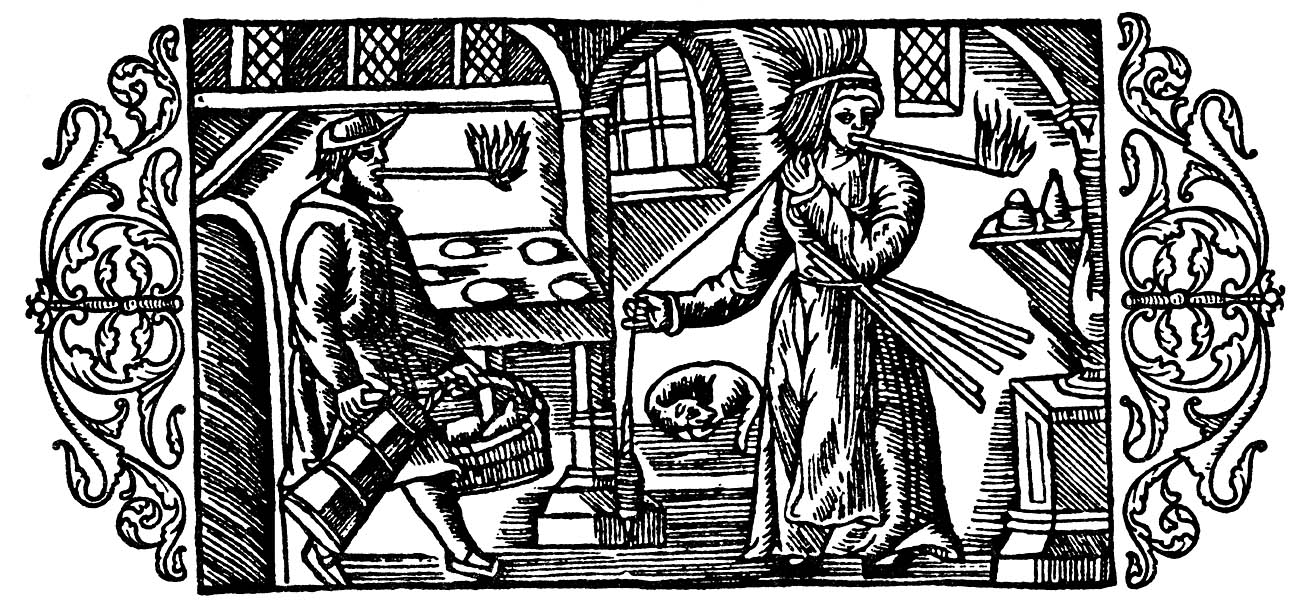
L'utilisation de torches en bois gras, tout en travaillant. Olaus Magnus 'Historia de gentibus septentrionalibus 1555.

Le pin et plus particulièrement le bois gras de pin étaient appréciés pour leur caractère inflammable et leur pouvoir éclairant. Une des caractéristiques des bois résineux est de produire une flamme plus active et plus durable que la majorité des essences feuillues; ce qui tient à la résine de pin, constituée d'hydrocarbures terpéniques à haut pouvoir calorifique qui favorise l'inflammation du bois; mais aussi à la densité du bois qui favorise une combustion harmonieuse des gaz inflammables qui ne se consument ni trop rapidement ni trop lentement.
Cela peut être observé à la grotte Chauvet; les peintres du paléolithique portent leur choix sur Pinus sylvestris pour éclairer leur travail et par ailleurs produire le noir de charbon employé comme pigment.
Cela peut être aussi observé dans la divergence de sens du terme latin taeda qui peut désigner le pin et une torche. Philibert Monet parle de Torche de tede ou torche de tie, le bois se transforme en tede soit en bois gras. Tede, teze, teie, tie désigne la substance ligneuse fort grasse en laquelle se transmue le tronc des arbres résineux, ou de soi-même, par excessive abondance de résine ou par le soin de ceux qui dépouillant de tels arbres de leur écorcé procurent telle transmutation. « Il n'est aucun arbre qui ait le nom et la nature de Tede, quoique Pline ait écrit le contraire ». Les procédés employés dans l'antiquité sont connus par Théophraste et par Pline. Voici ce que dit Théophraste dans son Historia Plantarum : « A ce que racontent les habitants de l'Ida, quand ils ont ôté l'écorce du tronc (ils l'enlèvent du côté exposé au soleil, sur deux ou trois coudées à partir du sol), il faut un an au plus pour que la résine afflue et imprègne le bois mis à nu; puis, un nouvel éclat de bois étant enlevé à la hache, on recommence l'opération l'année suivante, puis la troisième année ; après quoi, du fait des entailles, l'arbre pourrit et est abattu par le vent ; on extrait alors le cœur, qui est très résineux, ainsi que celui des racines (celles-ci aussi sont riches en résine, comme nous l'avons dit) ». Théophraste nomme le bois gras, δάς (das). C'est ce même bois qui sert à l'extraction de la poix. Chez un commentateur de Dioscoride du XVIe siècle confirmé par un dictionnaire de marine de 1702, dans la fabrication de la poix navale (pix navalis), on emploie de vieux pins, entièrement « devenus torches », on les tailles en pièces comme on fait pour fabriquer le charbon de bois,.

## Exploitation de la résine

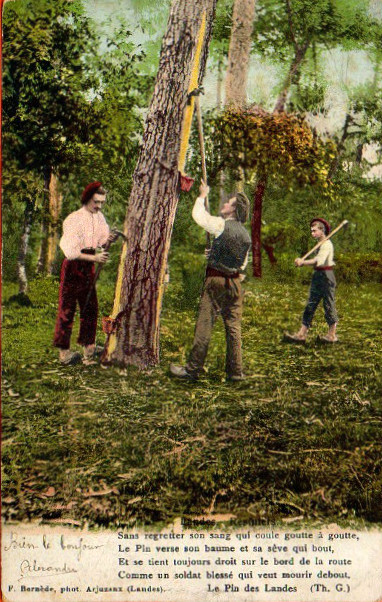
Cueillette de résine de pins des Landes entre 1900 et 1905.

L'arbre vivant est la base de l'industrie des produits résineux mais aussi les souches résinifiées et le bois gras (lightwood) – le bois résineux restant après la pourriture de l'aubier.
Les pinèdes sont exploitées de temps immémoriaux pour cette résine qui prend différents noms selon qu'elle coule sur l'écorce de l'arbre. Récoltée elle prend le terme de « gemme ». Débarrassée de son eau et clarifiée elle prend le nom de « térébenthine ». La térébenthine distillée se divise en sa partie solide, la « colophane », et sa partie volatile, l'« essence de térébenthine ». La récolte se faisait par incisions successives de l'écorce, ce que l'on appelle « gemmage ». Le pin arrivé à maturité était gemmé à mort puis coupé. Le tronc pouvait encore – par pyrolyse – produire du goudron de pin, du noir de fumée, du charbon de bois, ou être utilisé comme bois de sciage. Les copeaux (galips) obtenus lors des incisions du gemmage, de même que la souche (bois gras), pouvaient faire l'objet de processus séparés (distillation ou pyrolyse) et produire de l'essence de térébenthine, de la colophane ou du goudron.
L'industrie des produits résineux produit aujourd'hui des matériaux qui trouvent un large spectre d'utilisations beaucoup plus sophistiquées - des ingrédients de la gomme à mâcher aux insecticides, en passant par les résines de protection pour sols et les essences aromatisantes. L’industrie tire toujours sa matière première des pins par la collecte d'oléorésine de pins vivants (gemmage), par extraction des matériaux du bois gras restant des souches ou des pins matures déjà récoltés, ou par la collecte des sous-produits des papeteries utilisant des pâtes à papier à base de pin, par le procédé kraft. Ces trois sources mènent à la production :
- d'essence de térébenthine de bois (gum turpentine) — obtenue par distillation de l'oléorésine récoltée sur des pins vivants[2]; mélange d'hydrocarbures terpéniques dont le point d'ébullition est supérieur à 150 °C et dont 90 % distillent à moins de 170 °C, seule définition retenue en France par exemple[16];
- d'essence de térébenthine de bois (wood turpentine) — dérivée de l'extraction des souches de pins avec un solvant organique[15];
- d'huiles terpéniques (terpene oils) ;
- de colophane (gum rosin) — résidu solide obtenu par distillation à partir de l'oléorésine récoltée sur des pins vivants, par opposition à la colophane provenant du traitement de bois abattus[17];
- de colophane (wood rosin, colophane de bois, colophane extractive) — colophane obtenue par extraction par solvants à partir de souches ou d'autres bois résineux de pins (bois gras), le plus souvent après qu'on en a préalablement obtenu l'essence de térébenthine par distillation avec entraînement de vapeur[18] ;
- de tallöl brut (crude tall oil) — un mélange de résine et d'acide gras ;
- de liquide d'usine de pâte à papier (pulp mill liquid), un mélange d'huiles terpéniques.

### Usage antique
La résine de pin est une marchandise importante au moins depuis les temps bibliques, comme l’atteste l’histoire de Noé recevant des instructions de Dieu : « Fais-toi un bateau avec des arbres résineux. Tu disposeras cette arche en compartiments et tu l'enduiras de poix dedans et dehors ».
Dioscoride (Ier siècle) nous dit que la résine des pins se sépare avec le temps en deux couches superposées, dont l'une est transparente et semi-fluide – appelée ρητίνη υγρά, rètina ugra, « résine fluide », tandis que l'autre est d'aspect cristallin. Du temps de Dioscoride, les Romains faisaient venir la résine fluide de Gaule et d'Étrurie, mais antérieurement de Colophon en Lydie, d'où son nom de Κολοφώνια, Colophonia. On la tirait aussi du mélèze. Quant à la résine sèche – ρητίνη ξηρά, rètinè xèra – elle provient, d'après Dioscoride, des différents pins et du sapin. Le bois gras, riche en résine, ainsi que de petits éclats de tronc, se prêtaient bien à l'extraction à basse température dans des fours spéciaux. L'exploitation se fit par la suite par gemmage. La gemme est une oléorésine constituée d'une huile volatile, l'essence de térébenthine, et d'une matière fixe, la « résine proprement dite » (ou colophane, térébenthine). On réalisait la séparation des deux éléments par un chauffage modéré ou par aspersion d'eau bouillante. L'huile ou essence qui s'évaporait ainsi, recueillie par des toisons tendues au-dessus du récipient, recevait les noms de πισσέλαιον, en latin oleum pissinum, pisselaeon ou crápula , etc. L'addition de résine – la colophane se dissout dans l’alcool – à certains vins plats avait pour but les relever et, pensaient les Anciens, de les conserver. « C'est bien encore ainsi qu'on explique la préparation de la retsina dans la Grèce d'aujourd'hui ». Lorsqu'on faisait fondre la gemme à feu doux avec de l'eau et qu'on la tamisait ensuite au crible pour la débarrasser de ses impuretés, on obtenait la « résine en gouttes », resina stillaticia, analogue au produit appelé « poix de Bourgogne ». Quelle que soit la technique, lorsqu'on poussait la cuisson on obtenait le goudron de pin – employé pour étancher les jarre et les navires (πίσσα υγρά, κώνα, pix liquida, pix praecoqua, pix uiscosa, picula, picillum), etc.
Ausone (IVe siècle) a écrit sur le gemmage dans l'Aquitania.

### Usage moderne
Le goudron de pin, employé pour le calfatage des navires et plus largement les munitions de marine constitue une industrie importante et stratégique à partir du XVIIe siècle. Les principaux sites de production sont les pays du Nord de l'Europe (Suède, Finlande, Norvège et Russie), la Floride puis les Carolines en Amérique du Nord. Une industrie s'implante dans les Landes de Gascogne sous l'impulsion de Jean-Baptiste Colbert.
L'exploitation intensive de la résine de pin s'arrêtera souvent avec l'apparition de produits de la distillation charbon puis du pétrole et la disparition des marines en bois.
Milieu XXe siècle, les États-Unis sont à l'origine de plus de la moitié de l'offre de produits résineux. Les autres pays producteurs importants sont la France, la Russie, le Portugal, l'Inde, l'Espagne et le Mexique. En moyenne 50% de la production américaine est exportée et le Royaume-Uni est le plus gros consommateur étranger.

#### Aux États-Unis

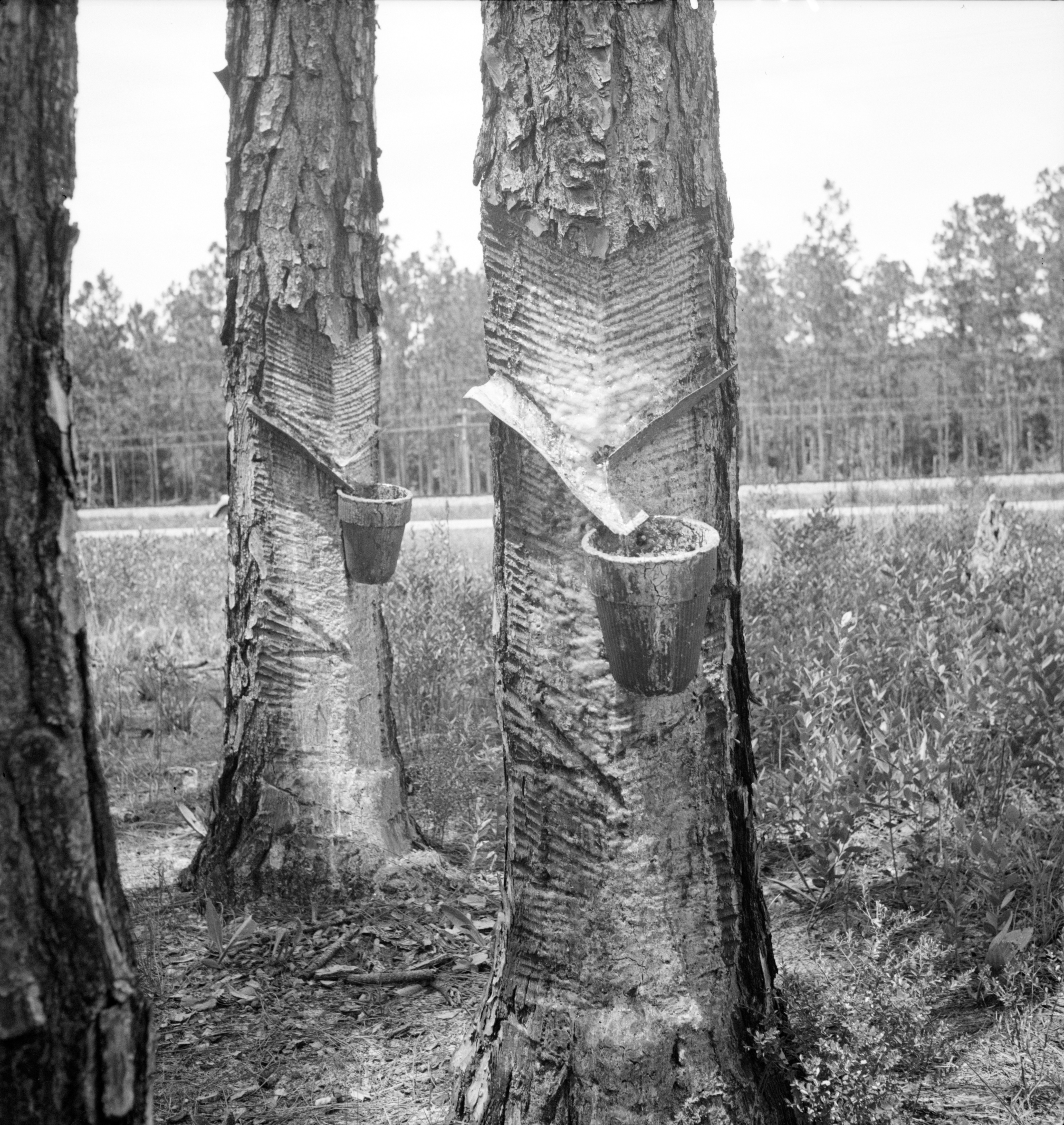
Gemmage en Floride, 1936.

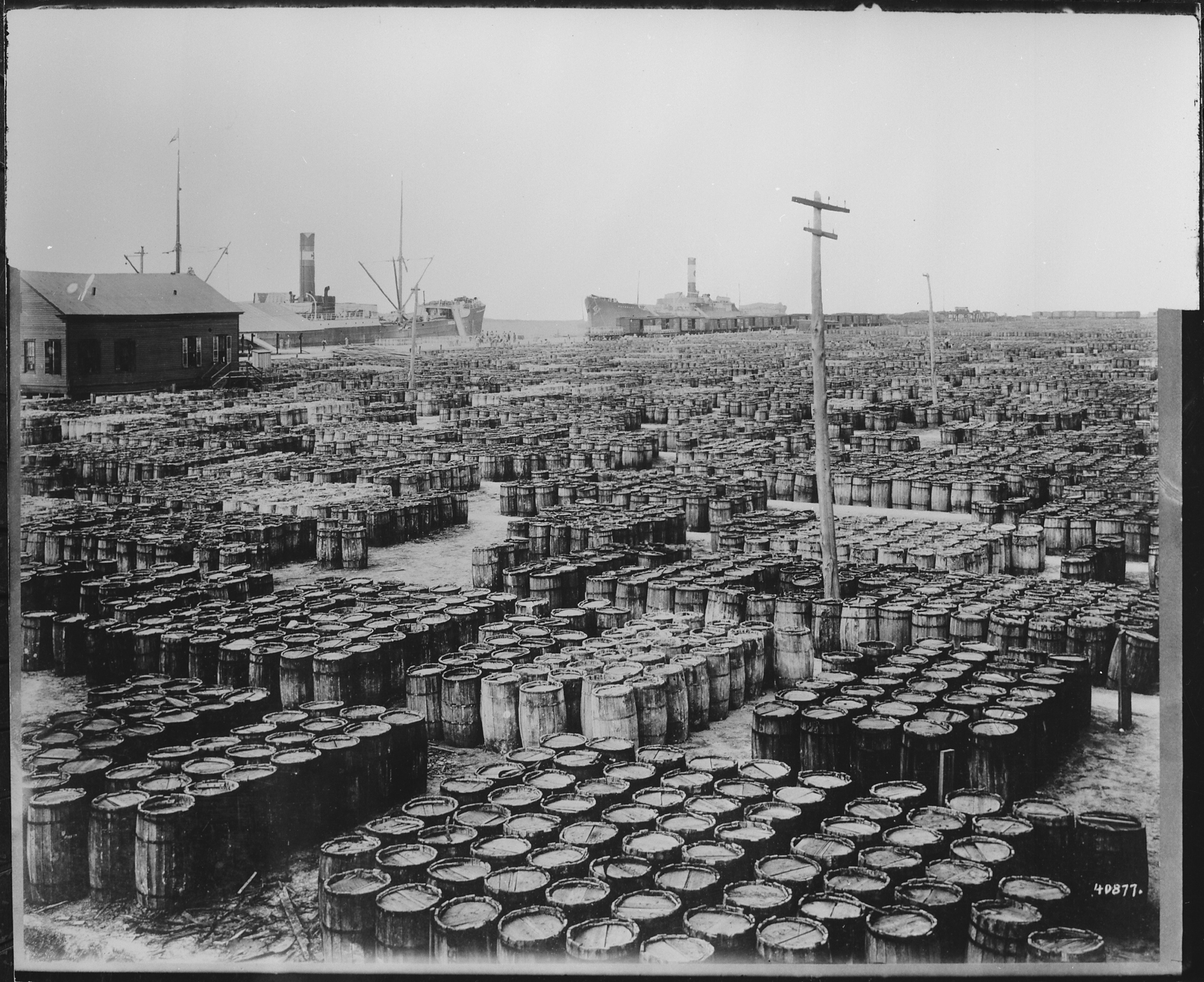
Des centaines de tonneaux en bois recouvrant les quais des dépôts de résine, Savannah, Géorgie.

L'industrie de la résine est une des plus anciennes industries américaines, et milieu XXe siècle c'est encore une des industries les plus importantes du Sud des États-Unis, s'étendant le long de la plaine du littoral atlantique, la Côte du Golfe depuis la Caroline du Nord, en passant par la Caroline du Sud, la Géorgie, la Floride, l’Alabama, le Mississippi, la Louisiane et l’Est du Texas. En 1942, Les voyageurs qui empruntent les chemins de fer et les autoroutes de certaines parties des États du Sud voient encore les milliers de longs visages blancs (L'expression de white faced pine rend compte de la partie blanche exposée par le gemmage du pin qui ressemble à un visage, la care en gascon, de même sens) des pins gemmés. Cette industrie se développe à partir du XVe siècle, en Virginie d'abord et s'étend ensuite en Caroline du Nord jusqu'en Caroline du Sud et en Géorgie, à partir du début du XVIIIe siècle. Ce sont Pinus elliottii et Pinus palustris qui sont exploités principalement.
L'exploitation de la résine de ces pins resta jusqu'au XXe siècle, une industrie majeure dans le sud-est des États-Unis, lorsque le coût élevé de la main-d'œuvre en réduisit la rentabilité. Aujourd'hui, la résine est produite dans ces régions soit par le Procédé kraft, soit par extraction de résine des souches de pin saturées (bois gras).
La résine de pin était utilisée en Californie bien avant que le territoire ne devienne une partie des États-Unis. C'est d’ailleurs une étymologie possible du mot, par corruption du mot espagnol « colofón » signifiant « résine ». Le Franciscain Felipe Arroyo de la Cuesta, l'un des premiers missionnaires de Californie et qui finalement écrivit un vocabulaire des langues amérindiennes de Californie, l'aurait affirmé à un officier de l'expédition Frederick William Beechey en 1826, suggéré par les nombreux pins, Pinus radiata, qui ont produit de la résine autour Monterey.

#### En Inde
En Inde, l’exploitation commerciale de la résine de pin a commencé en 1896 après avoir observé l'extraction de résine brute par les populations locales. Au Bhoutan, le gemmage de Pinus roxburghii est associé à l'exploitation pour la citronnelle de Cymbopogon flexuosus qui pousse à ses pieds.

#### En France
En France cette industrie a disparu. 178 millions de litres de gemme ont été produits lors de la campagne record de 1919-1920. Par la suite la production déclina pour disparaitre. Aux alentours de 1960, la production française annuelle était encore d'environ 20 000 tonnes d'essence de térébenthine et 70 000 tonnes de brai ou de colophane,.

### Rendement d'un pin
Pour les pins maritimes que l'on trouve en France, le rendement varie énormément avec l'âge, les dimensions et la vigueur des pins, avec la température, le mode de gemmage, la fertilité du sol et l'amasse, c'est-à-dire la saison : les pignadas des dunes sont plus productives que celles qui sont plus éloignées de la mer et situées dans les landes ; les pins de Gascogne rendent plus que ceux de la Provence, de la Sologne, du Maine et de la Bretagne.
Les expositions chaudes favorisent davantage la sécrétion des sucs résineux ; les quarres situées au sud donnent plus de gemme que celles qui regardent le nord ou sont frappées par les vents froids ; après une pluie douce l'exsudation de la térébenthine est également plus abondante.
Enfin l'état plus ou moins serré du massif exerce une action considérable ; il est essentiel d'espacer suffisamment les arbres : à trente ans, on ne doit réserver que 400 pieds  environ par hectare, et l'on diminue ensuite ce nombre, dans les éclaircies successives, de telle sorte qu'à cinquante ou soixante ans, il n'y ait plus que 200 à 280 arbres distants de 6 à 7 mètres en moyenne.
On peut dire qu'un pin maritime, d'âge moyen, en massif, gemmé à vie, fournit annuellement 5 à 6 kilos de matières résineuses, dans lesquelles la gemme ou résine molle est comprise pour un volume de 3 à 4 litres ; mais un arbre âgé, vigoureux et isolé, peut produire jusqu'à 40 kg par an.
On compte ordinairement qu'il faut 400 à 120 pins, gemmés (par le système Hugues), pour produire une barrique (de 336 litres). On estime que l'hectare, comprenant 160 à 200 arbres, peut rendre une barrique (de 320 litres) ou une barrique et demie de gemme, et 160 à 200 kilogrammes de barras.

### Terminologie
L'exploitation de la résine de pin a donné lieu à une terminologie commerciale, technique ou historique quelquefois très vague résumée ici:
- Gemme — Oléorésine blanchâtre, pâteuse, composée principalement d'acides résiniques cristallisés, partiellement dissous dans l'essence de térébenthine; elle contient en outre de l'eau provenant principalement des pluies et des impuretés solides. La teneur en eau, variable d'ailleurs avec la saison, ne doit pas dépasser 8 %, celle des impuretés solides 2 %[22]. La gemme, après clarification, porte le nom de térébenthine[14]
- Galipot ou Barras — surtout retirée du Pin maritime, c'est la térébenthine épaisse qui s'écoule des entailles de l'arbre pendant l'arrière saison et se concrète à la surface de l'écorce. Le galipot se présente sous forme de croûtes épaisses, solides, sèches, grenues, à demi-opaques, et d'un blanc jaunâtre. Il a l'odeur de la térébenthine, une saveur amère et fournit par la distillation une essence connue sous le nom d'« Huile de raze »[25]. La Colophane est obtenue aussi par la distillation du galipot.
- Térébenthine — Térébenthine désigne la gemme débarrassée de son eau et clarifiée[14], la résine elle-même; elle peut être facilement séparée en colophane et essence de térébenthine. On en distingue au XIXe siècle plusieurs sortes, fonction de l'arbre dont elles sont issues[25]: Térébenthine de Bordeaux — du Pin maritime, Pinus pinaster; Térébenthine de Boston — se retire du Pin des marais, Pinus palustris; Térébenthine de la Caroline — du Pin d'encens, Pinus taeda; cette térébenthine est opaque très épaisse coule difficilement et possède une odeur forte particulière; étant filtrée elle est transparente et un peu ambrée. Elle dévie à gauche la lumière polarisée tandis que son essence est dextrogyre; Térébenthine d'Allemagne — s'obtient des Pinus austriaca, Pinus sylvestris, Pinus rotundata; le Baume de Riga ou des Carpathes — liquide transparent obtenu des pousses du Pinus cembra; Baume de Hongrie — fourni par Pinus Mugho, qui donne par la distillation une sorte d'essence d'un jaune d'or et d'odeur agréable, nommée Huile de Templin; térébenthine d'Amérique — fournie par Pinus strobus, etc.
- Colophane, Brai sec, Arcanson — Substance solide à froid, vitreuse, transparente, inodore, cassante, d'un jaune d'or obtenue à partir de la térébenthine, après évaporation de l'essence de térébenthine. Quand on distille la térébenthine pour en extraire l'essence, il reste dans la cucurbite ce résidu qui pouvait être aussi obtenu par la distillation du galipot. En mélangeant à chaud trois parties de galipot et une partie de colophane on préparait une substance connue sous le nom de Poix résine ou de Résine jaune[25]. La terminologie américaine moderne distingue gum rosin — la colophane obtenu par distillation à partir de la gemme, c'est-à-dire à partir de l'oléorésine récoltée sur des pins vivants, par opposition à la colophane provenant du traitement de bois abattus[17] appelée wood rosin, (colophane de bois, colophane extractive[18].
- Essence de térébenthine — liquide incolore ou jaune pâle, d'odeur forte et pénétrante; altérable à l'air et à la lumière; un peu visqueux[25]; siccatif[26]; obtenu par distillation de la térébenthine du pin. Il est composé de terpènes, principalement les monoterpènes alpha-Pinène et β-Pinène. On trouve, dans l'essence de térébenthine fraîche de Pinus palustris, 80 à 83 % d'alpha-Pinène, les caractères physiques et chimiques de l'essence sont donc principalement celle du pinène[2].
- Goudron de pin — Le goudron est obtenu en plaçant dans un four conique creusé en terre le bois des arbres épuisés et réduits en copeaux. Le goudron est semi-liquide, brun, noirâtre, granuleux, d'une odeur forte et tenace et d'une saveur âcre; il est toujours surnagé après sa préparation par un liquide brun, très fluide, empyreumatique, que l'on substitue fréquemment à l'huile de cade. Le goudron colore l'eau en jaune, lui abandonne divers produits et forme une dissolution connue sous le nom d'eau de goudron.
- Brai — L'oléorésine, la gemme, la térébenthine[27].
  - Brai sec —  La colophane ou arcanson provenant indistinctement des résines de Pinus pinaster, Pinus sylvestris, ou Larix[28].
  - Brai gras — Goudrons épaissis par l'ébullition. On confond aussi sous le nom de brai gras une partie des produits de la distillation des bois non résineux[28].
- Noir de fumée — Tous les dépôts, résidus, plus ou moins abondamment imprégnés des substances résineuses (térébenthine, résine, huiles) ci-dessus, sont employés à la confection du noir de fumée[1].
- Créosote — On l'obtient par la distillation du goudron de bois. Convenablement purifiée elle constitue un liquide transparent, très réfringent, d'odeur très pénétrante et de saveur brûlante; elle est soluble dans l'alcool, l'éther, les essences et coagule l'albumine. La créosote est un toxique corrosif violent et un antiseptique extrêmement puissant; elle tue les êtres inférieurs (Protistes), arrête la fermentation alcoolique, nuit à l'action de la diastase sur l'amidon, etc.

#### La poix
La poix désigne d'abord la gemme – l'artisan qui ôtait la résine du pin pour en faire de la poix s’appelait « pégoulier » ou « peggier » –, ensuite différentes substances solides obtenues par chauffage et dessiccation de la résine de pin, dont la synonymie offrait quelque confusion dans le commerce : on distinguait au XIXe siècle, quelquefois d'une manière assez peu motivée la poix blanche, la poix noire, la poix résine:
- Poix blanche (poix jaune, poix de Bourgogne) — La poix la plus pure assimilable à la colophane.
- Poix noire — Sorte de goudron de pin issu des éclats de bois imprégnés de résine (galips), les paillasses qui ont servi à la filtration, etc. La combustion des substances non résineuses y porte une proportion plus ou moins grande de charbon et diminue d'autant les propriétés utiles de la poix[28]. Cette matière résineuse noire qui fond et coule au moyen d'un conduit dans une cuve à demi pleine d'eau se sépare en deux parties dont une liquide qui surnage et qu'on appelle « Huile de poix »; l'autre plus épaisse et demi-solide est mise à bouillir dans une chaudière jusqu'à ce qu'elle devienne cassante par le refroidissement, la Poix noire, qui doit être d'un beau noir lisse; cassante à froid; mais facile à ramollir par la chaleur des mains, et y adhérant beaucoup[25].

- Poix-résine (poix jaune, résine jaune) — Poix impure dans laquelle, pendant sa fusion, on a réussi à introduire au moyen du brassage une certaine quantité d'eau[28]. Cette poix jaune à cause de l'eau interposée ne jouit presque d'aucune transparence. Elle est ordinairement mise dans le commerce sous la forme de pains de couleur jaune presque totalement opaques, très fragiles, se ramollissant à la chaleur des doigts. Son odeur est assez faible comparée à celle des résines sèches[28]. La poix résine se préparait en mélangeant par exemple 3 parties de colophane (brai sec), et d'une partie de galipot fondus ensemble, après que ce dernier a été passé au travers de nattes de paille. Dans cette opération, le galipot qui contient 10 à 15 % d'huile essentielle, rend le mélange plus fluide à chaud. La résine, ainsi préparée, était reçue dans un baquet ou moule humecté; on projetait dedans environ 15 % d'eau, que l'on brassait fortement; la prompte solidification de la matière renfermait de l'eau interposée; on expédiait en pains jaunâtres opaques le produit ainsi obtenu. Cette manipulation a été recommandée comme un moyen de décolorer la résine, qui en effet, vue en masse, aurait paru brune si on l'avait laissée figer dans le moule sans addition d'eau; dans cet état, moins estimée des commerçants et des consommateurs, elle se vendrait moins cher. Cette préférence se fondait sur un faux préjugé, ici l'apparence est évidemment trompeuse. On pouvait d'ailleurs reconnaître cette vérité en faisant fondre la résine blonde opaque; l'eau éliminée, la couleur brune reparaissait et le poids de la substance diminuait de plusieurs centièmes[1].

Les pharmacopées anciennes distinguaient:
- pix alba, la poix blanche, pix burgundica.
- pix nigra liquida, la poix noire liquide. La partie liquide du goudron de pin appelé aussi brai;
- pix nigra sica, la poix noire sèche. La partie grossière du goudron de pin qui est évaporée jusqu'à siccité;
- zopissa, du goudron de pin raclé des navires, et macéré dans lʼeau de mer.

Les noms grec et latin πίσσα (pissa) et pix désignaient à l'origine aussi bien la résine que la poix; ils sont indo-européens, comme le montrent les formes slaves et baltiques de la racine; de manière générale les confusions sont fréquentes dans l'Antiquité entre les dénominations de poix, de résine, de bitume et du pétrole; la poix est obtenue par chauffage de la résine, contenue dans le bois tout entier comme dans les pins, ou dans l'écorce seulement comme dans les sapins.
Théophraste précisait par πίσσα ωμή, et le latin dit pix cruda, quand il fallait désigner la poix crue.

### Conditionnement
Les conditionnements de la colophane, de l'essence de térébenthine et du goudron de pin étaient traditionnellement le tonneau, la futaille, quelquefois appelées « gonnes ».
L'étanchéité des tonneaux est déterminante pour les bonnes conditions d'acheminement des matières lorsqu'elles sont liquides. La gemme est semi-liquide, l'essence de térébenthine est liquide, la colophane est solide, le goudron de pin peut-être amené suffisamment à siccité pour être solide à la manière de la colophane. Milieu XXe siècle, les exploitants Nord-Américains envoient l'essence de térébenthine dans des tonneaux en bois rendu étanches intérieurement d'un enduit insoluble à l'essence, mélange de colle, d'eau, de borax et de glycérine. Les plus nantis l'achemine vers les côtes dans des containers en fer puis dans des wagons-foudre. Aux XIXe siècle, les colophanes (brais sec) de Bordeaux ou de Bayonne et de quelques autres localités françaises arrivent généralement en grosses futailles appelées gonnes. Quelquefois la matière y a été coulée à chaud, mais plus souvent elle s'offre en pains concassés. D'Amérique septentrionale arrivaient en France de beaux brais, apportés en petits barils neufs complètement remplis de matière coulée chaude.

## Gemmage et récolte du gallipot

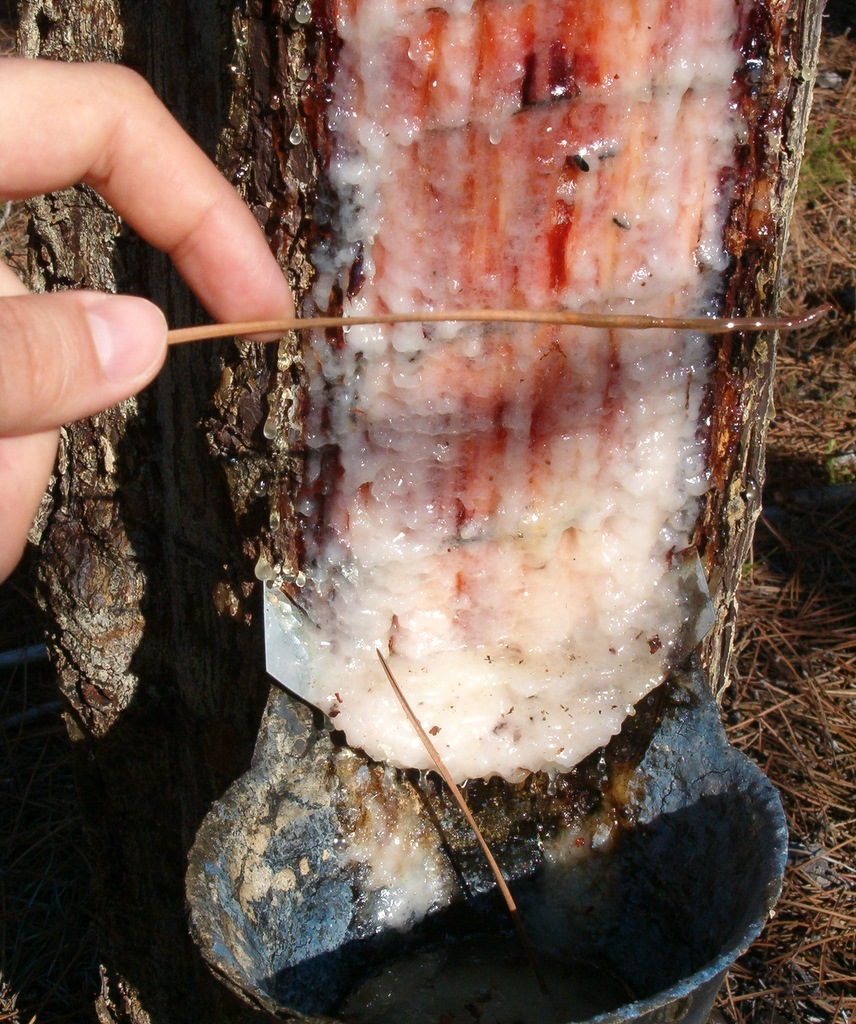
Gemmage au Portugal

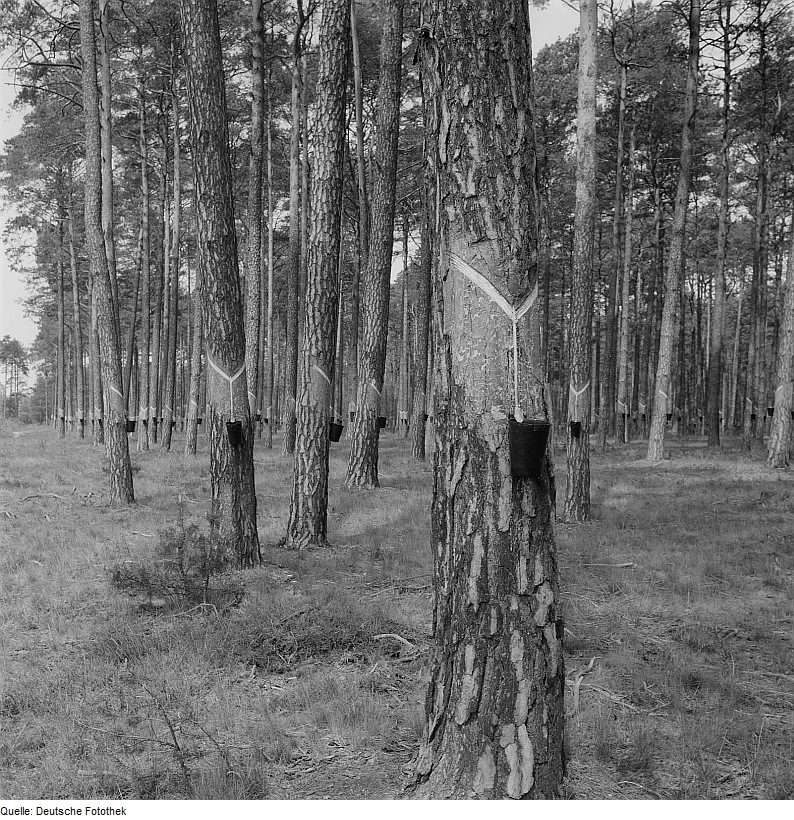
Gemmage, Märkische Heide

Le gemmage vise à récolter l'oléorésine sur le pin vivant. Le gemmage à mort vise à récupérer la totalité de la résine d'un pin destiné à être coupé. L'oléorésine mêlée d'eau provenant principalement des pluies et d'impuretés solides prend le nom de « gemme ». La gemme, après clarification, porte le nom de térébenthine
Dans les Landes entre Bordeaux on recueillait la gemme par le procédé qui suit: lorsque l'arbre a atteint l'âge de 25 à 35 ans, c'est-à-dire environ 75 à 120 cm (2 ¹⁄₂ à 4 pieds) de circonférence, on fait, vers la fin de février, une entaille à sa partie inférieure, et dans toute l'épaisseur de son écorce, d'environ 14 cm (5 à 6 pouce) de largeur sur une hauteur de 40 cm (15 à 18 pouce); on entaille ensuite dans le bois, à une profondeur de 6 mm (3 lignes), une cavité rectangulaire de 10 cm (4 pouces) de large sur 7 cm (3 pouces) de haut; au bout de 8 jours on ravive la plaie en augmentant de 3 cm (1 pouce ou de 1 ¹⁄₂) la hauteur dans le bois et l'on continue ainsi toutes les semaines, jusqu'au mois d'octobre, de sorte qu'après 8 ans l'entaille se trouve avoir de 4,5 m (12 à 14 pieds) de hauteur; alors on recommence une semblable entaille à côté de la première et ainsi de suite sur toutes les faces de l'arbre. Pour atteindre jusqu'à la hauteur maxime des entailles, l'ouvrier résinier se munit d'une échelle légère à l'aide de laquelle il acquiert l'adresse de se cramponner tellement au tronc de l'arbre, qu'il peut tenir à deux mains la petite hache bien affûtée, dont la lame a une forme de gouge, et pratiquer les entailles aussi promptement que celles du bas de l'arbre. La térébenthine qui découle de ces incisions est reçue dans un trou fait au pied de l'arbre, et dans la substance d'une grosse racine, ou dans des augettes en bois; elle prend dans le pays le nom de gomme molle. En opérant ainsi, un arbre peut donner de la térébenthine pendant plus de soixante ans. On apporte tous les soins possibles à la récolte de la térébenthine pour éviter qu'elle ne se salisse trop par des corps étrangers. Lorsque, pour ménager des éclaircies, ouvrir des routes, etc., on veut abattre les pins dans un délai moins long, on les taille « à pin perdu »; à cet effet on pratique des entailles sur les quatre faces à la fois et on les fait trois fois plus grandes; la plus grande proportion de térébenthine ainsi obtenue dans le même temps, est une circonstance favorable à la pureté du produit.
Les parties latérales des entailles se recouvrent peu à peu de térébenthine concrétée journellement sous l'influence de l'air; à la fin de chaque saison on enlève par un grattage ces sortes de concrétions, que l'on met à part, et que l'on vend sous le nom de barras ou galipot; c'est une sorte de térébenthine consistante que rendent impure les divers corps étrangers y adhérant et surtout les débris ligneux entraînés dans ces grattures. On vend a meilleur marché le galipot et on l'emploie à des usages pour lesquels les impuretés en question ne sont pas nuisibles. Les applications de la résine de galipot étaient nombreuses:
- les plombiers et chaudronniers en faisaient fréquemment usage pour prévenir l’oxydation de l'étain pendant leurs soudures. En l'épurant par fusion, repos et décantation, on en préparait de la belle colophane translucide; distillée à sec, elle donneait quelques centièmes d'essence de térébenthine, puis se convertissait presque totalement (à 10 ou 15 % près) en huile fixe, qui serbait à produire un gaz d'éclairage[1].
- dans les environs des pinières, les paysans se servaient de filasse enduite de résine de galipot et tressée, pour éclairer leurs habitations, en maintenant ces sortes de falot enflammé sous la cheminée; on préparait avec la résine et la filasse, de grosses torches pour éclairer en plein air, la marche dans des chemins difficiles; on se servait de torches analogues pour flamber les moules des fondeurs en métaux, c'est-à-dire afin de répandre une légère couche de noir de fumée dans tous les détails des moules avant de couler[1];
- en faisant entrer 20 à 25 % de résine dans la matière grasse saponifiée des savons dits jaunes ou savons de résine, on rendait ce dernier produit beaucoup plus économique. Cette fabrication était très répandue en Angleterre et en Amérique. C'est encore à l'aide de la résine ou du galipot (mais sans suif ni huile) que l'on préparait le savon résineux appliqué au collage du papier.

## Opération sur la gemme de pin

### Épuration de la gemme
L'épuration de la gemme permet d'obtenir la térébenthine, opération d'autant plus importante qu'elle augmente la valeur non-seulement de la térébenthine, mais encore de la résine (colophane) et de l'essence de térébenthine que l'on en tire.
Elle consistait en une filtration qui séparait plus ou moins complètement les corps étrangers, matière terreuse, débris ligneux, etc. qui salissaient la matière. Tous ces produit en se carbonisant, communiquaient par ses produits goudronneux une nuance brune à la résine qui diminuait sa valeur commerciale:
- Sur un double fond troué d'un tonneau on disposait des nattes en paille maintenues par un cercle intérieur, la résine molle était versée sur ces nattes et la température des rayons solaires suffisait pour la fluidifier au point de filtrer; on recueillait le produit dans un vase inférieur recouvert; il fallait pouvoir recouvrir aussi le tonneau lorsque le soleil était caché ou que la pluie menaçait.
- On se servait en plusieurs localités d'un autre filtre; c'était une caisse de 7 à 8 pieds en carré formée de madriers en sapin hermétiquement joints; le fond incliné débordait dans un récipient inférieur; un deuxième fond horizontal recevait la résine molle que le soleil fluidifiait au point de la faire couler par les joints des planches étroites de ce faux fond.
- La térébenthine filtrée était mise en tonneaux que l'on empilait dans des magasins bien dallés en pente et très propres; le temps de l'emmagasinement et la température de l'air déterminaient des fuites au travers des joints des douves, et opèraient ainsi une filtration spontanée. La térébenthine recueillie dans un réservoir où aboutissaient les pentes du dallage, était plus pure et se vendait plus cher que celle obtenue de la filtration;

La Térébenthine de Pinus pinaster (et de Pinus silvestris) dans les landes de Gascogne prend le nom de « Térébenthine de Bordeaux »; elle est ordinairement blanchâtre, trouble et consistante d'une odeur forte, peu agréable et d'une saveur âcre. Dans la terminologie anglaise, la térébenthine prend le nom de crude turpentine.

### Distillation en colophane et essence de térébenthine
Cette opération a pour but de séparer d'une part la colophane (la résine), et de l'autre l'essence de térébenthine (l'huile essentielle) qui est volatile, à une température où la résine peut rester fixe (on appelle huile fixe une huile qui se décompose au feu sans se volatiliser), quoique fluide et sans altération.
Les procédés qui jusque 1922 ont permis de rendre possible cette séparation de l'essence de térébenthine et de la colophane sont de trois types
:
- Distillation en présence d'eau ou entraînement par la vapeur d'eau ;
- Entrainement par un gaz inerte ;
- Distillation dans le vide.

Début XIXe siècle, divers alambic en tôle épaisse, de fer ou de cuivre ou en fonte, peuvent servir à cette opération:; facilité de manœuvre, économie des combustibles; durée de l'appareil, transformation de la résine sèche en huile, sont les critères de choix de l’appareil. Quel que soit l'alambic employé, on y introduit la térébenthine au commencement de chaque opération, soit directement en inclinant les barils au-dessus d'une large ouverture de la cucurbite, soit et bien mieux encore après l'avoir fait liquéfier et déposer dans un vase préparatoire, chauffé par la fumée du foyer de la chaudière principale. On échauffe graduellement après avoir fermé l'ouverture par laquelle la térébenthine a été introduite; si cette dernière n'a pas été préalablement fondue, elle dégage d'abord de la vapeur d'eau, puis des quantités de plus en plus grandes d'huile essentielle, qui se condense dans le réfrigérant et coule dans le récipient ou réservoir intérieur. Peu à peu l'écoulement de ce produit liquide de la distillation diminue, enfin il cesse complètement; alors la distillation est finie. On couvre le feu ou on l'enlève, puis, en ouvrant le robinet du tuyau adapté au fond de la chaudière, on fait couler la résine liquide dans ce récipient en bois mouillé, où elle ne tarde pas a se figer et à se prendre en masse. Après le refroidissement, on renverse le vase et le pain de résine s'en détache, on le concasse pour l'emballer dans des tonneaux et l'expédier.
Le rendement en essence d'une gemme varie avec l'amasse; en moyenne la gemme donne 19 %à 20 % d'essence de térébenthine et 69 %à 70 % de brai ou colophane,.

#### Essence de térébenthine

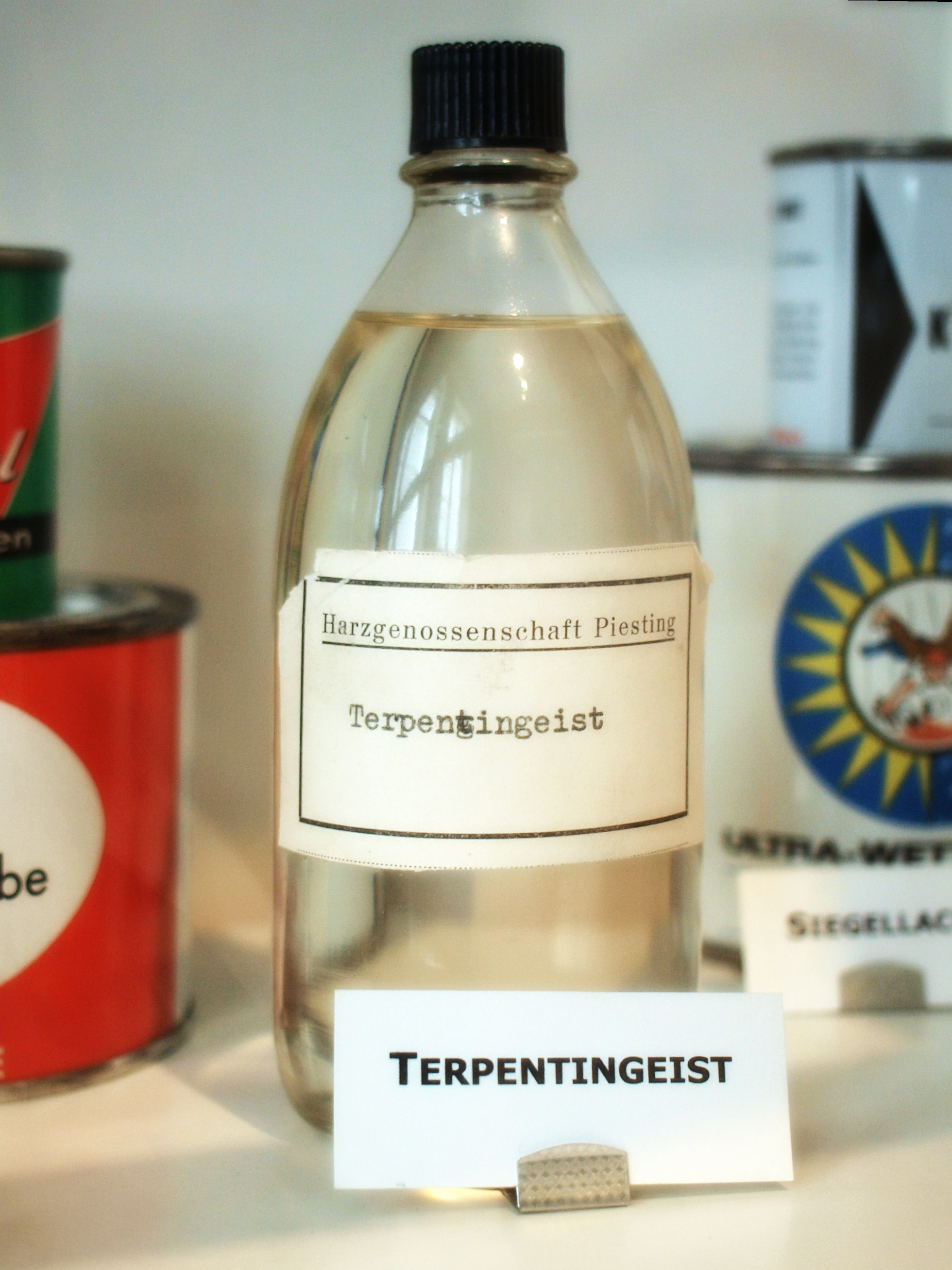
Essence de térébenthine

L'essence de térébenthine est le liquide incolore ou jaune pâle, d'odeur forte et pénétrante; altérable à l'air et à la lumière; siccatif; obtenu par distillation de la térébenthine du pin. Il est composé de terpènes, principalement les monoterpènes alpha-Pinène et β-Pinène. On trouve, dans l'essence de térébenthine fraîche de Pinus palustris, 80 à 83 % d'alpha-Pinène. L'essence contenant essentiellement de l'alpha-Pinène, les caractères physiques et chimiques de l'essence sont ceux du pinène, sauf quelques petites différences qui sont dues à la présence de petites quantités de β-Pinène, camphène, etc. et quelques produits d'oxydation. La térébenthine se combine avec facilité avec oxygène, iode, brome, acide nitrique, acide sulfurique, etc.. C'est un bon solvant pour le soufre, le phosphore, les résines, les cires, les huiles et le caoutchouc naturel
Au XIXe siècle on pouvait retirer de 20 à 24 % d'huile volatile de la Térébenthine de Bordeau:
- l'huile essentielle de térébenthine rectifiée, notamment par une distillation sur la chaux, ne laissait plus de tache sur le papier; aussi s'en sert-on pour enlever les taches de graisse, d'huile, de goudrons, etc. et surtout pour le nettoyage des meubles en bois poli et de leurs garnitures[1].
- plus ou moins pure, l'essence de térébenthine s'employait pour rendre les peintures à l'huile plus siccatives, pour dissoudre diverses résines et fabriquer les vernis; les térébenthines entrent dans la composition de plusieurs vernis gras et alcooliques;
- on l'utilisait en médecine et surtout chez les vétérinaires;
- cette essence éloignait ou faisait périr les insectes; aussi l'a-t-on employée avec succès à détruire les pucerons lanigères; on la met dans ce cas de en émulsion dans 6 ou 8 fois son poids d'eau, pour l'économiser (l'essence de goudron de houille est plus active et moins chère)[1].
- dans les Landes, il était de tradition, lors du grand ménage de printemps, de frotter l'intérieur des armoires et commodes avec un chiffon imprégné d'essence de térébenthine pour tuer et faire fuir les mites.
- elles servait à préparer plusieurs mastics pour assurer la fermeture hermétique des grosses bouteilles et dames-jeannes, et pour la cire à cacheter les bouteilles à vin; on en ajoute quelquefois une petite quantité dans les cires à cacheter usuelles, afin de les rendre plus faciles à s'enflammer[1].

Dans la terminologie anglaise, l'essence de térébenthine prend le nom de turpentine qui désignait à l'origine la térébenthine comme (la plupart du temps) en français.

#### Colophane

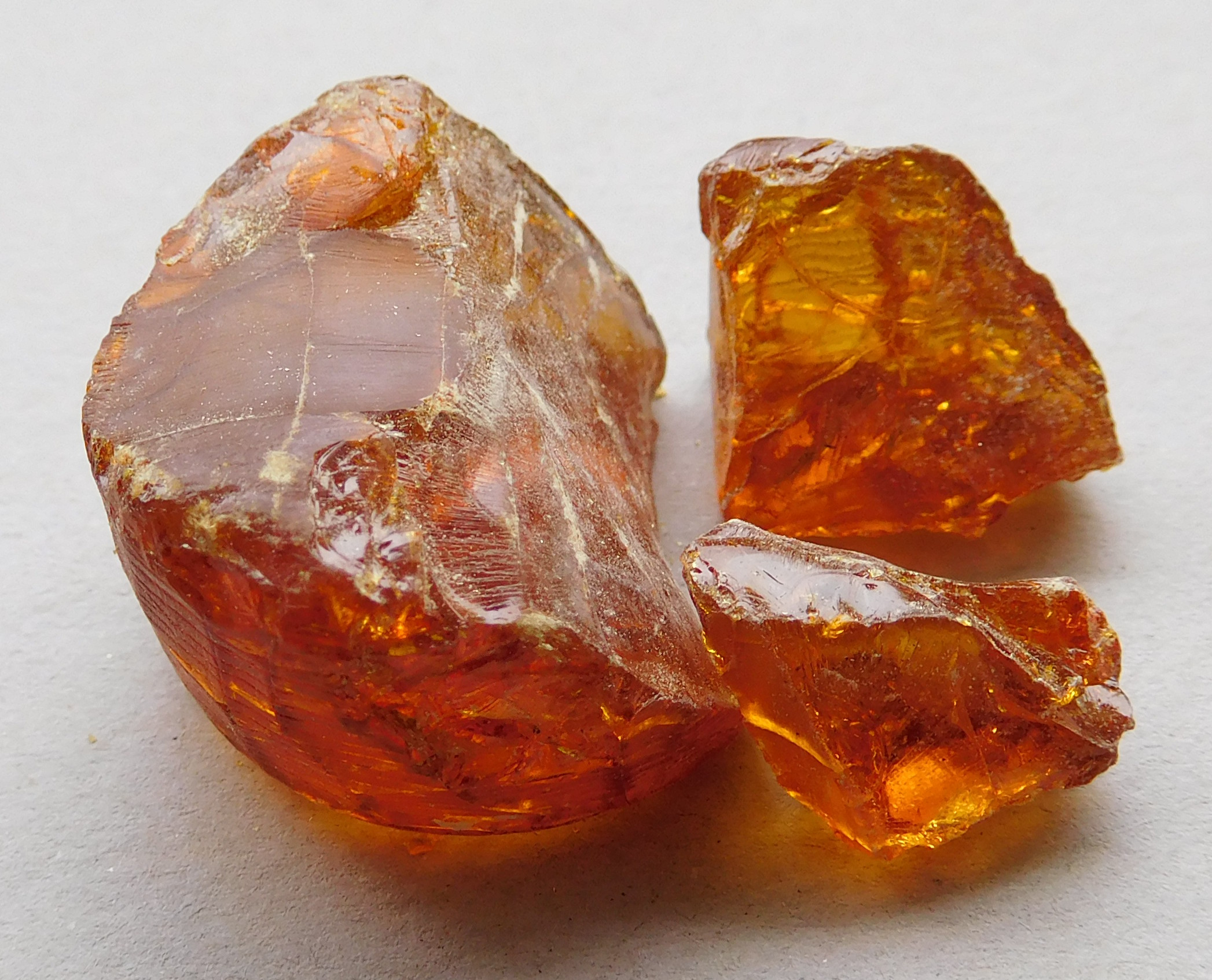
Colophane pour violon

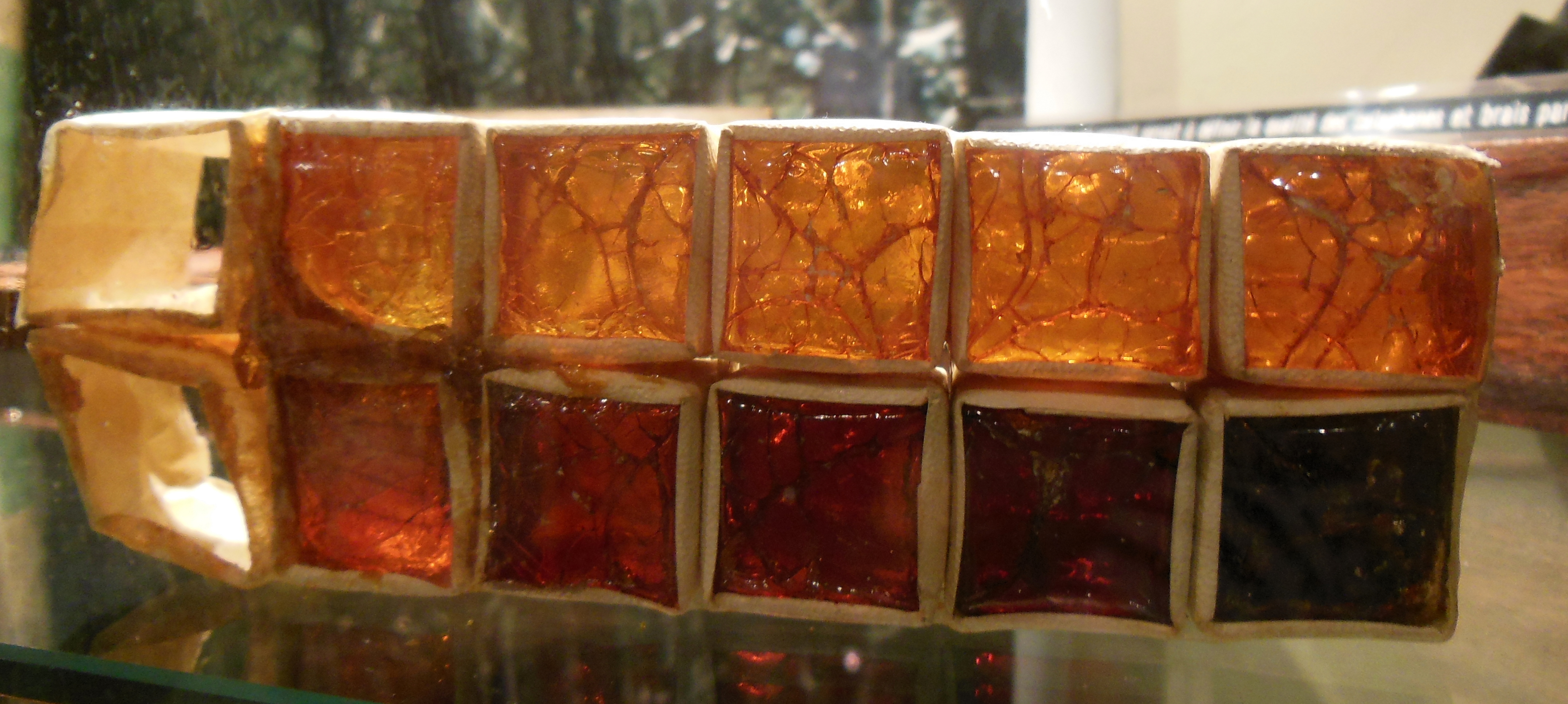
Maison du patrimoine de Mimizan. Nuancier de colophane

La colophane (appelée aussi « brai sec », « arcanson », résine de térébenthine ou résine commune) est la substance solide à froid, vitreuse, transparente, inodore, cassante, d'un jaune d'or, résidu de la distillation de la térébenthine, dépouillée de presque toute l'essence de térébenthine (l'huile volatile).
Les colophanes claires étaient quelques fois coulées dans des plateaux qui étaient ensuite exposés pendant quelque temps au soleil, ce qui produisait une décoloration assez sensible.
La terminologie forestières anglaise distingue
- gum rosin — la colophane obtenue par distillation à partir de la gemme, c'est-à-dire à partir de l'oléorésine récoltée sur des pins vivants, par opposition à la colophane provenant du traitement de bois abattus[17];
- wood rosin (colophane de bois) — une colophane obtenue par extraction par solvants à partir de souches ou d'autres bois résineux de pins (bois gras), le plus souvent après qu'on en a préalablement obtenu l'essence de térébenthine par distillation avec entraînement de vapeur[18].

La colophane était aussi obtenue par distillation du galipot.

## Opération sur les bois et bois gras

### Production de colophane et térébenthine
On extrait toujours de l'essence de térébenthine et de la colophane des souches de pins, par distillation ou extraction à la vapeur.

### Production de goudron de pin
Le goudron de pin, quelquefois le terme poix ou brai est privilégié, est une substance épaisse, collante et gluante, généralement de couleur sombre, produit par la pyrolyse (une combustion lente en absence d'oxygène) du bois de différentes essences de pin: en Europe, Pinus sylvestris, Pinus cembra, Pinus mugo, Pinus australis, Pinus halepensis, Pinus pinaster, aux États-Unis, Pinus palustris, Pinus elliottii, Pinus echinata, Pinus taeda. On utilisait pour faire le goudron les débris résineux de la distillation de l'essence térébenthine; tresses en paille ayant servi à la filtration de la térébenthine; les ourles ou cicatrices des écorces des pins épuisés, les copeaux résultats du gemmage (galips); mais surtout les souches des pins riches en bois gras; ensuite des bûchettes ou bûches de pins fendues. La distillation se faisait per descensum dans les fours à goudron, une combustion lente privée d'oxygène, très semblable à celle effectuée pour obtenir le charbon de bois, par ailleurs l'autre produit de l'opération. Les goudron et brais gras s'appliquaient à enduire les bois, les fils et cordages, à calfater les vaisseaux, rendre des toiles doubles imperméables par interposition, fabriquer des mastics hydrofuges, ». Un bon brai devait être visqueux, collant, s'attachant promptement et opiniâtrement aux corps qu'on y plonge et alors qu'on les retire, ils devaient s'en séparer en longs fils coulant avec beaucoup de lenteur, ou des nappes minces et transparentes qui reflètent une nuance fauve-rougeâtre. La saveur du goudron est amère. Le goudron avait une forte odeur d'essence de térébenthine. Fin XVIIe siècle jusque fin XIXe siècle, le goudron devint un matériau stratégique quand les pays européens décidèrent de s'équiper de marines commerciales et de guerre. On en fit alors venir de Russie, de Scandinavie, mais on la fabriqua aussi dans les Landes de Gascogne et en Provence. Le goudron le plus connu et le plus réputé était le goudron en provenance de Scandinavie, appelé « brai de Stockholm ». L'industrie du goudron périclita avec l'apparition des sous-produits du raffinage du pétrole et le remplacement des vaisseaux en bois par ceux en fer.

### Procédé Kraft
Le procédé kraft est un processus de conversion du bois en pâte à papier, dont les sous-produits sont l'essence de térébenthine, et l'huile de tall.

## Applications particulières des produits résineux du pin

### Brûlots
La résine pouvait être chargée dans les brûlots, comme le fit Cassius contre une partie de la flotte de César, conpletas onerarias naves taeda et pice et stuppa reliquisque rebus, quae sunt ad incendia. Des tonneaux remplis de poix et de goudron sont précipités du haut de la muraille de Marseille sur les troupes de César, pendant la guerre civile

### Flux de brasage

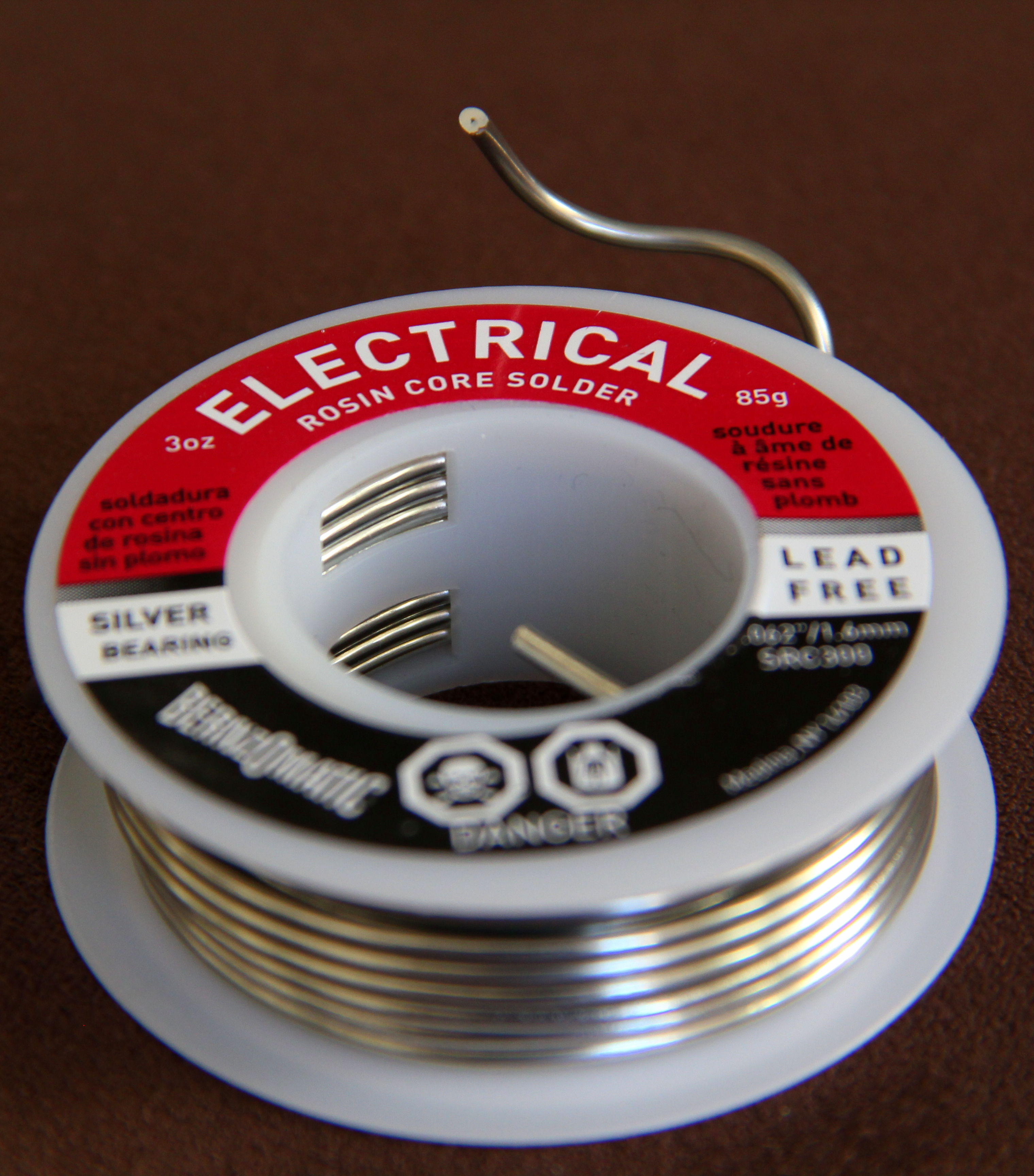
Une bobine de soudure. L'extrémité coupée du fil montre un noyau (tache sombre) de colophane (flux de brasage).

La colophane est aujourd'hui toujours associée aux travaux de soudage, le flux de brasage, dont la fonction est d'empêcher l'oxydation du métal avant et durant le soudage. Les plombiers et chaudronniers faisaient fréquemment usage de galipot pour prévenir l’oxydation de l'étain pendant leurs soudures. On préférait souvent à tort la résine blonde opaque connue sous le nom de Poix-résine évoquée plus haut. En effet, les 4 à 6 centièmes d'eau qu'elle renfermait, non-seulement diminuaient sa valeur réelle, mais encore la présence de l'eau était nuisible à son emploi en soudure: lorsque, par exemple, on saupoudrait de résine des surfaces métalliques fortement chauffées pour les décaper, l'eau agissait comme oxydant et nuisait à l'effet utile, qui est de désoxyder le métal par le carbone et l'hydrogène de la résine.

### Usage pharmaceutiques
Si l'on connait l'usage qui a été fait de goudron de pin, dans les pharmacopées anciennes (Zopissa, goudron de Norvège, eau de goudron, tjärpastiller, etc., la créosote de pin), on connaît moins les utilisations hydrothermales de la résine de pin et les pastilles à la résine de Pinus mugo. Le thermalisme au Pinus mugo aurait été initié par des bucherons-peggiers sur le mont Le Glandasse dans la Drôme en France, qui auraient découvert de manière accidentelle les vertus anti-rhumatismale des vapeurs émanant de leurs fours à poix.

### Huile de térébenthine et gaz d'éclairage
Les gaz manufacturés ont été fabriqués à partir de la fin du XVIIIe siècle, utilisés d'abord pour éclairage, par la suite comme combustible. Le gaz de houille est le plus répandu et le plus connu d'entre-eux, mais d'autres gaz ont été produits à partir de bois, de tourbe, de résine aussi, etc. Des expériences réalisées à Anvers vers 1837 montrent que le pouvoir éclairant du gaz de résine est deux fois supérieur au gaz de houille. Ainsi, la ville de Gand est dans un premier temps éclairée au gaz de résine; mais ce gaz ne donnant aucun résidu (la houille donne du coke, qui se vend aussi cher que la houille elle-même, de sorte que le gaz ne coûte presque rien), l'Imperial Continental Gas Association responsable de l'éclairage à Gand, abandonna le gaz de résine pour le gaz de houille. Le gaz de résine ne contient pas comme le gaz de houille le sulfure d'hydrogène et ne doit donc pas être épuré pour cet objet. On trouve dans les produits condensés du gaz de résine, une huile fixe brune et une huile essentielle très volatile, que l'on peut épurer; toutes ces huiles peuvent s'appliquer à la peinture, et la dernière dans la préparation des vernis.